# Ковчан, Александр Анатольевич
Александр Анатольевич Ковчан (укр. Олександр Анатолійович Ковчан, род. 21 октября 1983, Чернигов) — украинский шахматист, гроссмейстер (2002).

## Биография
Окончил Харьковскую юридическую академию имени Ярослава Мудрого.
Чемпион Европы среди юношей в составе сборной Украины (2000). Серебряный и бронзовый призёр Всемирной олимпиады среди юношей (Турция, 1998, Югославия, 1997). Бронзовый призёр чемпионата Европы среди юношей (Австрия, 1998). Участник 7-ми чемпионатов мира, 4-х чемпионатов Европы, 4-х Всемирных олимпиад и 11-ти чемпионатов Украины среди юношей. 5-кратный чемпион Украины (1993, 1995 (активные шахматы), 1997, 1999, 2001) и 4-кратный бронзовый призёр чемпионатов Украины (1994, 1995, 1998, 2002) среди юниоров.
В составе ШК «ЮрАкадемія» — четырёхкратный чемпион Украины среди клубных команд (2004, 2005, 2011, 2012). Призёр и участник международных турниров, которые проходили в Испании, Франции, Бразилии, Германии, Голландии.
| Графики недоступны из-за технических проблем. См. информацию на Фабрикаторе и на mediawiki.org. |